# Ca l'Espardenyer (Monistrol de Calders)
Ca l'Espardenyer és una antiga masia de Monistrol de Calders, a la comarca del Moianès, de la Catalunya Central.
Està situada a la intersecció dels carrers de Sant Llogari i del Torrent, just al davant del capdamunt del carrer de la Vinya. És una de les dues últimes masies urbanes del segle xvii que subsisteixen en el nucli antic del poble.

## Descripció
Es tracta d'un edifici de planta baixa i dos pisos, de planta aproximadament quadrada, però una mica irregular sobretot al costat de llevant. Just per aquell costat, hi ha adossada la casa de Cal Fuster de la Closella, amb la qual comparteix parets mitgeres.
En diversos llocs de les façanes meridional i occidental es poden apreciar restes de portes i finestres d'èpoques anteriors, dels segles xvi i xvii. Als documents notarials es fa constar que la casa sofrí almenys un incendi i un parell de refaccions, com es pot apreciar en qualsevol visita al lloc. La casa conserva, a l'interior, una tina i un aiguamans, tots dos del segle xvii, entre els elements conservats més destacables.

## Història
Inicialment a l'entorn del segle xvii era una típica masia rural aïllada. Fins al començament del segle xviii aquesta casa fou el mas Saladic, fins que la família Saladic, pagesos hereus i propietaris del mas, es feren amb el mas Moragues, que havia quedat abandonat, possiblement en el decurs dels abandonaments fruits de les pestes del segle xvii. Com que el mas Moragues era, constructivament parlant, més sòlid i acollidor que el vell mas Saladic, la família dels hereus de Saladic s'hi traslladaren. A partir d'aquell moment, el mas Moragues és esmentat com a Saladic, olim Moragues.
Al vell Saladic es quedà a viure una branca secundària dels Saladic: concretament, Josep Montserrat, casat amb una Saladic (en els documents de l'època ja apareix grafiat Saladich), per la qual cosa el mas passà a anomenar-se Cal Montserrat. Va coincidir que en aquells anys es dugué a terme la parcel·lació i construcció de les cases dels carrers de Sant Llogari i de la Vinya, carrers de nova creació a la primera meitat del segle xviii, per la qual cosa el vell mas Saladic, aleshores Cal Montserrat, quedà integrat en el nucli urbà del poble de Monistrol de Calders.
Extingits els Saladic descendents de Josep Montserrat (i Saladich, que és com signa els documents notarials), la casa fou venuda i llogada diverses vegades fins que una família de fusters, els Sallas, i uns espardenyers parents seus, els Catot i Sallas, s'hi establiren a primeries del segle xx; hi obraven i venien les espardenyes que elaboraven, per la qual cosa la casa passà a anomenar-se Ca l'Espardenyer.
Es dona la circumstància que l'únic monistrolenc assassinat pels nazis en un camp d'extermini, el de Gusen, fou un dels fills de l'espardenyer: Rafael Catot i Sallas.
El gener de 2007 l'ajuntament de Monistrol va adquirir l'immoble. A principi dels anys 2010, el govern municipal va decidir-ne l'enderroc per crear una plaça pública. El 2016, la CUP, que governava en minoria, va oposar-se a aprovar el pressupost que havia de possibilitar aquest enderroc aprovat pel govern anterior, cosa que va causar una moció de censura i el cessament del batlle. Va quedar un tema important a les eleccions municipals de 2019. El canvi de majoria sembla obrir una perspectiva per tal de protegir l'edifici emblemàtic com bé cultural d'interès local i trobar una funció comunitària després d'una rehabilitació.